# 방코
방코(Banco del Mutuo Soccorso)는 이탈리아의 프로그레시브 록 밴드로 69년에 로마에서 결성되었다. PFM, 아레아, 레 오르메 등과 함께 이탈리아를 대표하는 프로그레시브 록 그룹이다.

## 70년대
방코는 68년부터 시작된다. 17세의 건반주자 비또리오 노센치는 메이저 음반사인 RCA가 라디오에서 가브리엘라 페리의 음악 홍보하는 광고를 들었다. 당시 음반사들은 솔로 연주자들을 밀어주는 분위기가 아니었으므로 그룹 결성쪽으로 방향을 정했다. 그는 소규모 오디션을 진행했고 자기 악기가 있는 친구들 위주로 멤버를 모았다. 밴드명은 동네에 있던 공제은행에서 따왔다.
밴드는 마리노에서 연습실을 마련했지만 그냥 농촌의 창고같은 건물이었으며 그 안에 소여물 대신 악기와 앰프를 채워넣기 시작했다.
비토리오 노센치는 동생 쟌니 노센치를 피아노로, 쟌프랑코 콜로타를 기타로, 파브리치오 팔코를 베이스로, 마리오 아칠리를 드러머로 구성했다. 당시 팔코 형제는 크래쉬(Crash)라는 싸이키델릭 밴드를 하고 있어서 비토리오는 크래쉬를 돕기도 했다. 방코는 세 곡을 녹음하여 카세트로만 발매된 컴필레이션 음반 Sound 70에 싣기도 했다.
71년 방코는 운좋게도 로마에서 열린 카라칼라 팝 페스티발(Caracalla Pop Festival)에 참여하게 되었다. 참여한 그룹 중에는 이미 싱글을 낸 밴드들도 있었다. 방코는 보컬 프란체스코 디 쟈꼬모를 영입해 연습을 한참 하던 중이었다. 그 외에도 멤버 두명의 교체가 있었으며 밴드는 질적으로 성장하기 시작했다. 비트 음악을 지나 프로그레시브 록으로 옮겨간 것이다. 클래식 음악으로 훈련된 노센치 형제의 작곡에 쟈꼬모의 가사가 결합되었다.
밴드는 72년에 열린 아방가르드 축제(Festival di Musica d'Avanguardia e di Nuove Tendenze)에 참여했으며 다른 참여진 중에는 써커스 2000도 있었다.
72년 라인업으로 밴드는 1집 음반을 녹음한다. 테라코타로 만든 저금통모양의 자켓이 인상적이었고 새로운 트렌드인 프로그레시브 록 사운드를 담은 10여분을 넘나드는 곡을 담았다.
72년 말에 내놓은 2집 Darwin!은 콘셉트 음반 이었다. 앨범 전체가 찰스 다윈의 진화론을 소재로 삼고있다.
72년 한해에 발매한 두장의 앨범을 내고 방코는 매우 창조적인 밴드로 인정받았다. 변화무쌍한 곡 구성과 노센치 형제의 절정 기량이 돋보이는 건반연주가 밴드의 사운드를 확립했으며 보컬 쟈꼬모의 웅장한 테너 목소리가 절정을 이루었다. 영국 프로그레시브 록과 지중해적 정서가 잘 어우러졌다는 평가를 받았다. 이탈리아 멜로드라마 의 극적인 전통이 덧붙여졌다는 평가도 있었다.
73년 밴드 호모 사피엔스 출신의 로돌포 말테제로 기타가 교체되고 앨범 Io sono nato libero (1973)가 나왔다. 비평가들이 그들의 최고작으로 꼽는 앨범이다.
74년 ELP의 그렉 레이크는 자신들의 레이블은 만티코어로의 이적을 제안했다. 밴드는 1~3집까지의 곡을 골라 영어버전으로 바꾸어 녹음을 했고 그 앨범 Banco는 세계시장에서 꽤 성공을 거둔다.
76년 밴드는 Come in un'ultima cena를 녹음했다. 역시 컨셉트 앨범이었으며 안젤로 브란두아르디의 번역으로 영어 가사를 붙여 영어버전을 발매하기도 했다. 같은 해 영국 밴드 젠틀 자이언트의 공연을 도와주었다.
같은 해 밴드는 엘리오 비토리니의 소설을 각색한 영화음악인 Garofano rosso를 내었다. 밴드의 첫번째 연주 음반이었다. 다음 앨범도 연주 음반인 ...di terra였다. 밴드는 점차 클래식과 재즈록 간의 결합을 시도하고 있었다. 그러다가 비토리오 노센치는 로마의 뮤지션 조합이 운영하는 관현악단을 리드하기도 한다. 음대 교수인 안토니오 스카를라토의 지원을 받기도 했다. 이 시기부터 밴드는 그냥 짧게 Banco라고 표기하기 시작했다.
78년엔 안젤로 브란두아르디를 비롯한 몇몇 뮤지션들과 함께 지중해의 카라반(La Carovana del Mediterraneo)이라는 공연을 했다. 이 공연으로 안젤로는 3LP 앨범 Concerto를 내기도 했는데 연주의 상당부분을 방코가 맡아주었다.
밴드는 70년대를 Canto di primavera 앨범으로 마무리짓는다. 목가적 느낌과 민속음악이 잘 섞여 호평을 받았다.

## 80년대 이후
밴드는 80년대로 들어와 첫번째 라이브 앨범 Capolinea를 낸다. 밴드의 역사를 짚어주는 음반이기도 했다. 밴드는 70년대 프로그레시브 록의 특징이었던 복잡한 구성의 곡을 버리고 좀 더 단순해지려는 방향을 보였다. 두장의 앨범 Urgentissimo (1980) e Buone notizie (1981)이 그러했다.
83년 방코는 최대 히트곡이라 할 수 있는 Moby Dick을 녹음했다. 그리고 쟌니 노센치가 밴드를 떠났다.
85년 다시 멤버교체가 있었고 앨범 ... and so on (1985)가 나왔다. 그들은 산레모 페스티발에 출연하기도 했다. 그들은 CBS와의 재계약이 깨지고 쟈꼬모가 솔로앨범을 낸 상태에서 새로 앨범 녹음은 못하고 라이브만 지속했다. 쟈꼬모의 솔로작은 방코의 멤버들이 연주해준 것이다. 방코는 89년 미공개곡 모음집 Donna Plautilla를 내놓고 80년대를 마무리한다.
90년대로 들어가면서 많은 프로그 밴드들이 클래식 대접을 받기 시작했다. 방코도 다시 밴드명을 Banco del Mutuo Soccorso 로 길게 표기하며 70년대 레퍼토리들 위주로 공연을 하게 된다. 방코는 1집과 2집을 새로 녹음한다. 사운드의 질감이 확 바뀌어 재녹음반의 한 모범으로 남았다.
밴드는 앨범 13에서 새로운 사운드로 가느냐 옛 사운드로 돌아가느냐 갈등했다. 이후 진행한 북미/남미/일본 공연은 아주 성공적이었으며 이중 일본공연이 라이브 앨범 Nudo로 발매되었다.
이후 다시한번 라이브 앨범 No palco를 낸 방코는 공연에서 높은 수익을 내기 시작했다. 그러나 2014년에 보컬 쟈꼬모가 교통사고로 사망했다. 하지만 노센치는 앨범작업을 강행해 2014년 새 라이브 앨범 Un'idea che non puoi fermare를 냈다. 그 해 노센치도 뇌출혈로 병원신세를 졌다. 이후 쟈꼬모를 대신할 보컬을 찾고있는 중이다.

### 음반
- 1972 - Banco del Mutuo Soccorso (Dischi Ricordi, SMRL 6094)
- 1972 - Darwin! (Dischi Ricordi, SMRL 6107)
- 1973 - Io sono nato libero (Dischi Ricordi, SMRL 6123)
- 1975 - Banco - (Manticore, MAL 2013)
- 1976 - Garofano Rosso (Manticore, MAL 2014)
- 1976 - Come in un'ultima cena (Manticore, MAL 2015)
- 1976 - As in a Last Supper (versione in inglese di "Come in un'ultima cena")
- 1978 - ...di terra (Dischi Ricordi, SMRL 6226)
- 1979 - Canto di primavera (Dischi Ricordi, SMRL 6247)
- 1980 - Urgentissimo
- 1981 - Buone notizie
- 1983 - Banco
- 1985 - ...e via
- 1989 - Donna Plautilla (Raro! Records, NL 74215; registrazioni del 1969)
- 1989 - Non mettere le dita nel naso (pubblicato con la denominazione Il Banco presenta Francesco Di Giacomo)
- 1991 - Da qui messere si domina la valle (nuova incisione dei primi due album)
- 1994 - Il 13
- 1997 - Nudo
- 2012 - 40 Anni (Sony Music, antologia con inediti dall'opera mai pubblicata su San Francesco)
- 2013 - Darwin! (Sony Music, l'album del 1972 rimasterizzato, la versione live e l'inedito IMAGO MUNDI con Franco Battiato)
- 2014 - Un'idea che non puoi fermare (Sony Music, con Moni Ovadia, Franca Valeri, Toni Servillo, Valerio Mastandrea, Giuliana De Sio, Alessandro Haber, Giuseppe Cederna, Rocco Papaleo)

### 라이브
- 1979 - Capolinea (Dischi Ricordi, SMRL 6260)
- 1994 - Papagayo Club 1972
- 2000 - En concierto Mexico
- 2003 - No palco
- 2005 - ...Seguendo le tracce (Ma.Ra.Cash Records)
- 2011 - Artisti Vari - PROG EXHIBITION - Edel/Aereostella (cofanetto di 7 CD e 4 DVD)

## 같이 보기
- 프레미아타 포르네리아 마르코니